# Duty Now for the Future
Duty Now for the Future è il secondo album in studio del gruppo musicale statunitense Devo, pubblicato nel luglio 1979 dalla Warner Bros.

## Tracce
Lato A
1. Devo Corporate Anthem – 1:16 (Mark Mothersbaugh)
2. Clockout – 2:48 (Gerald V. Casale)
3. Timing X – 1:13 (M. Mothersbaugh)
4. Wiggly World – 2:45 (Bob Mothersbaugh, G.V. Casale)
5. Blockhead – 3:00 (B. Mothersbaugh, M. Mothersbaugh)
6. Strange Pursuit – 2:45 (G.V. Casale, M. Mothersbaugh)
7. S.I.B. (Swelling Itching Brain) – 4:27 (M. Mothersbaugh)

Lato B
1. Triumph of the Will – 2:19 (M. Mothersbaugh, G.V. Casale)
2. The Day My Baby Gave Me a Surprize – 2:42 (M. Mothersbaugh)
3. Pink Pussycat – 3:12 (M. Mothersbaugh, B. Mothersbaugh)
4. Secret Agent Man – 3:37 (P. F. Sloan, Steve Barri, M. Mothersbaugh)
5. Smart Patrol/Mr DNA – 6:06 (G.V. Casale, M. Mothersbaugh)
6. Red Eye – 2:50 (M. Mothersbaugh, G.V. Casale)